# Limosina opaca
Limosina opaca är en tvåvingeart som först beskrevs av Oswald Duda 1925.  Limosina opaca ingår i släktet Limosina och familjen hoppflugor.
Artens utbredningsområde är Tanzania. Inga underarter finns listade i Catalogue of Life.